# Alter Mútua de Previsió Social dels Advocats de Catalunya a Quota Fixa
Alter Mútua de Previsió Social dels Advocats de Catalunya a Quota Fixa és una entitat mutualista fundada el 1840 a Catalunya. Està desplegada a tots els col·legis d'advocats catalans per a la previsió social dels seus membres, i exerceix sobretot una modalitat asseguradora de caràcter voluntari, alternatiu i complementari al sistema públic de la Seguretat Social. El 2015 aquesta entitat va rebre la Creu de Sant Jordi per a treballar "des dels valors de la solidaritat, l'ajuda mútua i la consciència col·lectiva".